# 十字架のカルテ
『十字架のカルテ』(じゅうじかのカルテ)は、知念実希人による日本の精神鑑定を題材とした医療ミステリ小説。全5話からなる連作短編集である。
2020年3月13日に、小学館より発売され、2022年11月8日に文庫版が文藝春秋より発売された。

## 版権の移行
本書の版権は、当初小学館にあったものの、著者が事前に提示していた出版社に対する約束事項に違反したことにより、出版社との話し合いを持って、小学館からの版権を引き上げた。
　著者には、元より続編や文庫化への意欲があり、「担当編集の方と力を合わせて紡いできた作品がこのような形になりとても残念です」と話している。文庫版が文藝春秋の文春文庫から2022年11月に発売されていることから、版権は文藝春秋へ移行したことになる。

## あらすじ
光陵医科大学を卒業し2年間の初期研修を終えて光陵医科大学精神科医局に入局し附属雑司ヶ谷病院（医大大学附属病院では珍しい精神科専門病院）配属となった弓削凛は、重大事件を起こした犯人の精神鑑定を雑司ヶ谷病院の院長であり精神鑑定の第一人者でもある影山司が行っていると院内の噂話を耳にし、影山に教えを請うと、明日の鑑定に助手として同席するよう命じられた。

### 単行本収録作

#### 闇を覗く
- 初出STORYBOX2019年1月号

無差別通り魔事件を起こした白松京介の精神鑑定。精神科の通院歴も有り、簡易精神鑑定では「統合失調症による妄想からの犯行」と判断されており、検察内部では不起訴処分とする方向で進んでいるが、担当検察官がどうにか起訴に持ち込みたいと影山に鑑定依頼が来た。大崎のマンションから山手線で新宿に向かい、百貨店で包丁を万引し新宿歌舞伎町シネシティ広場で映画公開イベントで集まった群衆に襲いかかり、警察官に取り押さえられるまで12人に切りつけ、うち4人が死亡した。白松のマンションの居室はゴミが散乱し、通気口や排水口、コンセントまでガムテープで目張りがされていた。影山は取調調書や関係各所の写真だけでは足りないと、助手の弓削に白松の故郷の栃木まで調べに行くように命じた。
新幹線とローカル線を乗り継ぎ4時間ほどかけて、白松の故郷を訪ねたが、実家は逮捕当初は名前がふせられなかったことも有り罵詈雑言の落書きや張り紙ばかりであった。実家から車で30分ほどの精神科病院の増田院長に聞き取り、この近辺の大地主であった白松家からの頼みなので、内密での診察を引き受けたという。担当医師は自分だけ、看護師も数人のみとし、通常は電子カルテだが、白松京介専用に紙のカルテを用意するなど徹底的に内密での入院としたという。去年初めの幼馴染の自死を契機に統合失調症が発症したのではとのことだった。
帰京して影山に報告すると、影山はずっと違和感があった、受けた報告とある動画から一つに仮説にたどり着いたといい、白松と面接し、白松のマンションの居室は、統合失調症患者のお手本そのもので出来すぎているとし、統合失調症を装っていたのは、幼馴染が自死するように仕向けた京介の父親への復讐であると暴いた。

#### 母の罪
- 初出：STORYBOX2019年4月号

自由が丘のマンションの4階から母子が飛び降りた。無理心中と思われたが、搬送先の病院で、乳児には落下による外傷がない代わりに喉元に皮下出血があったことから、救急医師が警察に通報し、警察による事情聴取で母親の横溝美里が、娘の玲香殺害を認めたので緊急逮捕された。乳児を殺害後に自殺を図ったと殺人容疑で送検したが、逮捕後検察官とのコミュニケーションが取れず言葉を発しなかったので、影山に精神鑑定が依頼された。
看護師として精神科での勤務歴もある横溝なので、悪魔の幻覚や幻聴があったとする横溝の証言から詐病を疑うが弓削だったが、影山は「統合失調症を装った詐病であると診断してもらうことが本心なのでは。逮捕後に統合失調症を装っていたなら裁判員の心証も悪くなる」と判断し、横溝の様子から娘殺害時は重度の産後うつによる妄想状態であったと結論づけた。

#### 傷の証言
- 初出：STORYBOX2019年7月号

日曜日に中目黒の住宅街で発生した殺人未遂事件の被疑者に精神疾患疑いありで、影山に依頼があり、弓削にも立ち会うかと影山から連絡があった。弓削は、勤務終了で帰宅しビール缶を開けたばかりだったが、ビールは諦めて影山に同行して目黒警察署へ向かった。事件は同日の昼下がり、主婦の沢井雅恵から通報があった。2階の子どもたちの部屋から悲鳴が聞こえ、夫の貞夫と二人で2階へ上がると、大学4年生の娘の涼香が血を流して助けを求め、その背後には血のついたナイフを握る一也が呆然と立っていた。貞夫が一也にナイフを捨てるようにいうと素直に従いナイフを手放したので貞夫が回収したという。涼香は雅恵に付き添われて救急搬送され、近くの交番から警官がきて、一也に事情を聞こうとしたところで、一也は大声で叫んで警官に殴りかかり、公務執行妨害の現行犯で逮捕された。
警察署で一也と面会し、統合失調症のうち破瓜型であると感じる弓削と影山だったが、疑問点があり両親と涼香にも話を聞きたいと、涼香の入院している病院でそれぞれ面会した。一也の引きこもり後に近所のクリニックに診せたが、クリニックから精神科受診の提案を拒否していたことと、階下の両親が「ぶっころしてやる」との声を聞いていないこと、涼香の傷の状態から、影山は、涼香が自分で自傷した狂言事件なのではと入院している涼香に問いかけるが、狂言は否定し続けたので、影山は「君が狂言と自白してくれれば、一也の殺人未遂容疑での精神鑑定は無効になるが、警官を殴っているので公務執行妨害についての精神鑑定が必要となる。私の病院に2ヶ月ほど入院して本鑑定として行うよう検察に掛け合う。本鑑定で統合失調症と判定された場合は、私が社会復帰できるまでフォローを約束しよう」と持ちかけると、涼香は涙ながらに礼を言った。

#### 時の浸蝕
- 初出：STORYBOX2019年10月号（雑誌掲載時の題は「時を刻む闇」[7]）

#### 闇の貌
- 初出：STORYBOX2020年1,2月号

### 単行本未収録作

#### 震え
- 初出：STORYBOX2020年12月号

#### 繋がり
- 初出：STORYBOX2021年6月号

## 登場人物

### 主要人物
影山司（かげやま つかさ）
雑司ヶ谷病院の院長であり、プロの精神鑑定医。
弓削凛（ゆげ りん）
雑司ヶ谷病院配属となった新米医師。

### 闇を覗く
白松京介（しらまつ きょうすけ）
4人を無差別に殺害した殺人事件の犯人。経済学部の大学生で、大崎のマンション在住。実家は栃木県のローカル線沿いの町の大地主。
増田（ますだ）
白松の実家近くの100床程度の精神科病院である増田病院院長。

### 母の罪
横溝美里（よこみぞ みさと）
29歳。元看護師で夫は外科医。娘の玲香とともにマンションから飛び降りる。
横溝玲香（よこみぞ れいか）
美里の娘で生後5ヶ月の乳児。

### 傷の証言
沢井一也（さわい かずや）
20歳無職で高校中退後は引きこもり。涼香が刺されたと通報を受けて駆けつけた警官が事情を聞こうとしたら殴ってしまい、公務執行妨害で逮捕された。精神鑑定では支離滅裂な発言を繰り返す。
沢井涼香（さわい すずか）
一也の2歳年上の姉。帝都大学法学部4年生、卒業後はアメリカ留学が決まっていた。自宅で一也に刺されたと申告。
沢井雅恵（さわい まさえ）
夫には逆らえない。
沢井貞夫（さわい さだお）
自分の家系には精神病患者はいなかったので、一也の精神病を認めようとせず、近所のクリニック医師による精神科受診提案も拒否していた。
串田（くしだ）
目黒警察署の刑事で中年男性。

### 時の侵蝕
小峰博康（こみね やすひろ）
交際相手への傷害致死罪で逮捕・起訴される。
須原真由（すはら まゆ）
事件の被害者で女子大生。小峰とは同じカフェのバイト仲間で交際していたが、自宅に招いて別れ話を切り出したところ、激昂した小峰に殴打され倒れた際に机の角に頭部を強く打ち負傷した。救急搬送されたが脳のダメージが強く3日後に死亡した。
須原泰司（すはら たいじ）
真由の父で、日曜日で家にいたところ真由の部屋での異常を察知し警察に通報した。早くに妻を亡くしており実年齢は50代だが、必死に育て上げた真由を喪い、会社も退職し外観上は70代の老人にも見える。
堂島孝太郎（どうじま こうたろう）
42歳。5年前に知人を殴り大怪我をさせたとして逮捕され、影山による精神鑑定で精神疾患は認められず正常な判断能力有りとし2年の実刑判決を受けた。その後、精神疾患疑いで入退院を繰り返しているという。
堂島洋子（どうじま ようこ）
孝太郎の妻。入退院を繰り返している夫の面倒を24時間見ることはできないといい、入院継続を望む。
土屋一太（つちや いちた）
埼玉県幸手市の中規模の精神科病院であり、堂島孝太郎が入院している土屋病院の院長。顎の周りに大量に脂肪を蓄えている。
長谷川（はせがわ）
小峰の事件の担当検事
辻（つじ）
小峰の弁護士

### 闇の貌
桜庭瑠香子（さくらば るかこ）
派遣社員で、民間企業の経理部を経て社長秘書として勤務。31歳。自宅で同僚を刺殺した罪に問われる。多重人格者で「桜庭瑠香子」のほかに、「桜場源ニ」と「桜場絵里香」の人格があり、過去に源ニの人格で友人を殺害していた。
石井和代（いしい かずよ）
桜庭瑠香子の経理部時代の同僚。
小野寺（おのでら）
桜庭瑠香子の事件の担当検事で中年男性。
原口美咲（はらぐち みさき）
9年前に桜庭瑠香子の自宅で殺害された当時高校3年の女子生徒。桜庭瑠香子とはバイト先で知り合った。実は凛の高校時代の親友でもあった。
桜庭源ニ（さくらば げんじ）
瑠香子の実父だが、瑠香子が中学生の頃から性的虐待をしていた。瑠香子が16歳の時に性的虐待により妊娠したが、腹を殴られ流産させられたこともあり、泥酔しているときに瑠香子に刺殺された。

## 書籍情報
- 知念実希人『十字架のカルテ』
  - 単行本:2020年3月3日発売[8]、小学館、ISBN 9784093865722
  - 文庫本:2022年11月8日発売[9]、文春文庫、ISBN 978-4-16-791953-5